# 7-디하이드로콜레스테롤
7-디하이드로콜레스테롤(영어: 7-dehydrocholesterol)은 혈장에서 콜레스테롤 전구체로 기능을 하는 스테롤로, 피부에서 비타민 D3로 전환되어 프로비타민-D3로 기능을 한다. 사람의 피부에 7-디하이드로콜레스테롤이 존재하기 때문에 사람은 태양 광선의 자외선의 존재 하에 대사 중간생성물 이성질체인 프리비타민 D3를 거쳐 비타민 D3(콜레칼시페롤)를 생성할 수 있다. 또한 7-디하이드로콜레스테롤은 몇몇 포유류의 젖에서도 발견된다. 곤충에서 7-디하이드로콜레스테롤은 성체가 되기 위해 필요한 호르몬인 엑디손의 전구물질이다. 7-디하이드로콜레스테롤은 1928년에 노벨 화학상을 수상한 독일의 유기 화학자인 아돌프 오토 라인홀트 빈다우스에 의해 발견되었다.

## 위치

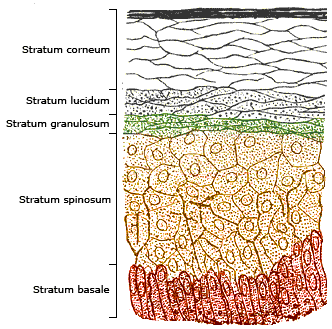
사람 피부의 표피층. 위에서부터 차례대로 각질층(stratum corneum), 투명층(stratum lucidum), 과립층(stratum granulosum), 유극층(stratum spinosum), 기저층(stratum basale)이다.

피부는 주로 결합 조직으로 구성되어 있는 안쪽 층인 진피와 바깥쪽의 얇은 표피의 두 가지 주요 층으로 이루어져 있다. 표피의 두께는 0.08 mm ~ 0.6 mm까지 다양하다. 표피는 5가지 층으로 이루어져 있다. 바깥쪽에서부터 안쪽으로 각질층, 투명층, 과립층, 유극층, 기저층의 순서로 배열되어 있다. 7-디하이드로콜레스테롤의 가장 높은 농도는 피부의 표피층, 특히 기저층과 유극층에서 나타난다. 따라서 프리비타민 D3의 생산은 기저층과 유극층에서 가장 크다.

## 방사
피부에서 프리비타민 D3의 합성은 자외선 B 복사를 수반하며, 이는 피부의 표피층만 효과적으로 침투한다. 7-디하이드로콜레스테롤은 290 nm ~ 320 nm의 파장에서 자외선을 가장 효과적으로 흡수하므로, 비타민 D3의 생성은 주로 290 nm ~ 320 nm의 파장에서 일어난다. 프리비타민 D3의 생성을 좌우하는 두 가지 가장 중요한 인자는 기저층과 유극층의 7-디하이드로콜레스테롤에 도달하는 자외선 B의 양(강도)과 질(적절한 파장)이다. 또 다른 중요한 고려 사항은 피부에 존재하는 7-디하이드로콜레스테롤의 양이다. 정상적인 상황에서는 인체의 비타민 D 요구 조건을 충족시키기 위해 사람 피부의 기저층과 유극층에서 충분한 양의 7-디하이드로콜레스테롤(약 25~50 ug/cm2)을 이용할 수 있다.

## 같이 보기
- 비타민 D
- 스미스-렘리-오피츠 증후군
- 7-디하이드로콜레스테롤 환원효소